# Emilio de Villota Jr.
Emilio de Villota Jr (ur. 9 grudnia 1980 roku w Madrycie) – hiszpański kierowca wyścigowy.

## Kariera
Villota Jr rozpoczął karierę w międzynarodowych wyścigach samochodowych w 2001 roku od startów w Hiszpańskiej Formule 3. Z dorobkiem osiemnastu punktów uplasował się tam na 22 pozycji w klasyfikacji generalnej. W późniejszych latach Hiszpan pojawiał się także w stawce Formuły Nissan 2000, Formuły Baviera, Formuły Palmer Audi, Włoskiej Formuły 3000, F3000 International Masters, Euroseries 3000, Spanish GT Championship, Porsche Supercup oraz TC2000 - 29º Campeonato Argentino

## Życie prywatne
Villota jest synem byłego kierowcy Formuły 1 Emilio de Villoty oraz bratem Maríi de Villoty.